# Saya (Cairoma)
Saya ist eine Ortschaft im Departamento La Paz im südamerikanischen Andenstaat Bolivien.

## Lage im Nahraum
Saya liegt in der Provinz Loayza und ist zentraler Ort im Cantón Saya im Municipio Cairoma. Die Ortschaft liegt auf einer Höhe von 3075 m auf dem Höhenrücken Cerro Poroma Grande, drei Kilometer östlich des Tales des Río de la Paz.

## Geographie
Saya liegt zwischen dem bolivianischen Altiplano im Westen und dem Amazonas-Tiefland im Osten. Die Region weist ein typisches Tageszeitenklima auf, bei dem die mittleren Temperaturunterschiede zwischen Tag und Nacht größer sind als die Temperaturunterschiede zwischen den Jahreszeiten.
Die mittlere Durchschnittstemperatur der Region liegt bei etwa 17 °C und schwankt zwischen 14 °C im Juni/Juli und 19 °C im November/Dezember (siehe Klimadiagramm Khola). Der Jahresniederschlag liegt bei 650 mm, mit einer ausgeprägten Trockenzeit von April bis August, und Monatsniederschlägen von mehr als 100 mm von Dezember bis Februar.

## Verkehrsnetz
Saya liegt in einer Entfernung von 207 Straßenkilometern südöstlich von La Paz, der Hauptstadt des gleichnamigen Departamentos.
Von La Paz aus führt eine Landstraße entlang des Río de la Paz über die Zona Sur und Mecapaca nach Südosten. Nach etwa 98 Kilometern wird der Río de la Paz auf einer Höhe von 1710 m verlassen, die Straße steigt nun an und erreicht Viloco nach weiteren 55 Kilometern. Von Viloco aus führt eine Nebenstraße nach Westen in das neun Kilometer entfernte Collpani und weiter nach Norden über Machacamarca Baja nach Asiento Araca. Von dort aus führt die Straße nach Nordwesten, überquert den Río Molini Jahuira und erreicht nach drei Kilometern Cebada Pata. Von hier aus sind es noch einmal zwölf Kilometer nach Norden bis Sumiraya. Die Straße führt dann in Serpentinen hinab ins Tal des Río Lloja, wo sie sich teilt und nach Nordwesten nach La Lloja führt, und nach Norden mehrere Bergriegel überquert und in das zehn Kilometer entfernte abgelegene Saya führt.

## Bevölkerung
Die Einwohnerzahl der Ortschaft ist in dem Jahrzehnt zwischen den beiden letzten Volkszählungen um ein Drittel zurückgegangen:
| Jahr | Einwohner         | Quelle       |
| ---- | ----------------- | ------------ |
| 1992 | keine Detaildaten | Volkszählung |
| 2001 | 444               | Volkszählung |
| 2012 | 292               | Volkszählung |
| 2024 |                   | Volkszählung |